# П'єр-Жюль Буланже
П'єр Жюль Буланже (фр. Pierre-Jules Boulanger; 10 березня 1885 Сен-ле-Нобль — 11 листопада 1950, Бру-Верне) — французький інженер та бізнесмен, віце-президент і голова правління Citroën  з 1935 року до кінця життя. Колегам він був відомий як PJB.

## Біографія
П'єр Жюль Буланже вивчав образотворче мистецтво. З 1906 по 1908 рік служив у французькій армії. Там він познайомився з Марселем Мішленом (племінником Едуара Мішлена). Після військової служби П'єр поїхав до Сполучених Штатів, де випробував різні професії. В Канаді він заснував компанію   «Modern House Ltd». У 1914 році він повернувся до Франції і був мобілізований у званні капрала, ставши льотчиком — аерофотофотографом. Він добре служив, кілька разів був поранений і закінчив війну в званні капітана. Буланже був нагороджений Військовим хрестом, орденом Почесного легіону і медаллю «За відмінні заслуги» в 1919 році.
У 1919 році Буланже почав працювати в Michelin, підпорядковуючись безпосередньо Едуарові Мішлену, співдиректорові та засновникові компанії.  У 1922 році він приєднався до ради директорів Michelin. Незважаючи на 1 місце автовиробника в Европі та передові моделі автомобілів Citroën , світова економічна криза і пристрасть Андре Сітроена до азартних ігор зіграла свою роль у занепаді компанії «Сітроен». У грудні 1934 року, незважаючи на допомогу компанії Michelin, Citroën оголосив про банкрутство. Виробник шин компанія Michelin, яка на той час вже була найбільшим кредитором автовиробника, стала його основним акціонером і володіла ним до 1976 року.
Андре Сітроен помер від раку шлунка 3 червня 1935 року. П'єр Буланже став помічником П'єра Мішлена, який був головою Citroën. Буланже став віце-президентом і начальником відділу проектування та дизайну. Для скорочення витрат було знижено заробітну платню та скасовано випуск дорогого Citroën Traction Avant 22 V8. Це сприяло оздоровленню компанії.
Тоді Буланже захопився ідеєю створення простого та дешевого автомобіля «для селян». Проект TPV («Très Petite Voiture», «дуже маленький автомобіль»), був розпочатий у 1936 році. Буланже поставив інженерам такі вимоги: «зробіть машину просту та витривалу, що могла б перевозити двох дорослих та 2 мішки картоплі зі швидкістю 60 км/год, споживаючи при цьому лише 3 літри палива на 100 км… ним повинна керувати жінка або водій-початківець .. .і не турбуйтеся про те, як це буде виглядати…» «фактично йдеться про 4 колеса, до котрих згори треба причепити парасольку». Так з'явився «Citroën 2 CV», знаменитий «де шво».
У 1937 році після випадкової смерті свого друга П'єра Мішлена Буланже став президентом Citroën і зберіг цю посаду до самої смерті. У 1938 році він став також співкеруючим директором компанії Michelin.
Перед війною Citroën 2 CV вже був готовий до виробництва, проте через початок 2-ї світової війни Буланже наказав надійно сховати кілька прототипів, а решту машин знищити, щоб зберегти їх від ворога.
Буланже відмовлявся зустрічатися з Фердинандом Порше або спілкуватися з німецькою владою, окрім як через посередників. Він організував «повільне» виробництво вантажівок для Вермахту, багато з яких були саботовані на заводі. Насічку на масляному щупі ставили не в тому місці, що призводило до заклинювання двигуна. У 1944 році, коли штаб-квартиру Гестапо в Парижі було звільнено учасниками французького Опору, його ім'я виявилося у німецькому чорному списку найважливіших «ворогів Рейху», яких слід було заарештувати у разі вторгнення союзників до Франції.
Проте робота в підпіллі продовжувалась і в жовтні 1948 року мрія Буланже — «де шво» з'явився на Парижському автосалоні, а в червні 1949 пішов у серію. Він мав шалений усіх, бо коштував 380 тис. франків, а, наприклад, Traction Avant аж 1 мільйон 70 тис.! Citroën 2CV став одним з наймасовіших авто світу, загалом було випущено більше 5 млн машин.
Буланже загинув у 1950 році в автомобільній аварії за кермом Citroën Traction Avant 15-Six. Під час обгону він не впорався з керуванням, після чого автомобіль закрутило та він зіткнулося з деревом зі сторони водія. П'єр Буланже загинув миттєво, а його дружина була важко поранена. Він не встиг  дізнатись про світовий успіх свого революційного проекту Citroën DS, яким він керував у Citroën. П'єр Жюль Буланже похований на кладовищі Лемпдес (Пюї-де-Дом), поблизу Клермон-Феррана, де був його дім.